# Эттлс, Эл
Элвин Остин Эттлс младший (англ. Alvin Austin Attles Jr.; 7 ноября 1936, Ньюарк, Нью-Джерси — 20 августа 2024, Область залива Сан-Франциско, Калифорния[…]) — американский профессиональный баскетболист и тренер, наиболее известный своим давним сотрудничеством с «Голден Стэйт Уорриорз». Он играл на позиции разыгрывающего и провёл все свои 11 сезонов (1960—1971) в Национальной баскетбольной ассоциации (НБА) с командой, присоединившись к ней, когда она еще базировалась в Филадельфии. а затем в Сан-Франциско в 1962 году. Он стал игроком-тренером в последнем сезоне своей карьеры и оставался главным тренером до 1983 года (за исключением 21 игры в 1980 году).

## Ранние годы
Он окончил среднюю школу Уикахик в Ньюарке, штат Нью-Джерси, и Государственный сельскохозяйственный и технический университет Северной Каролины. Он имеет степень бакалавра в области физического воспитания и истории, а также степень магистра в области учебной программы и обучения. Он намеревался вернуться в Ньюарк и тренироваться в своей местной средней школе, когда его задрафтовали «Уорриорз». Сначала он отказался, прежде чем принял предложение и отправился в тренировочный лагерь.

## Карьера игрока

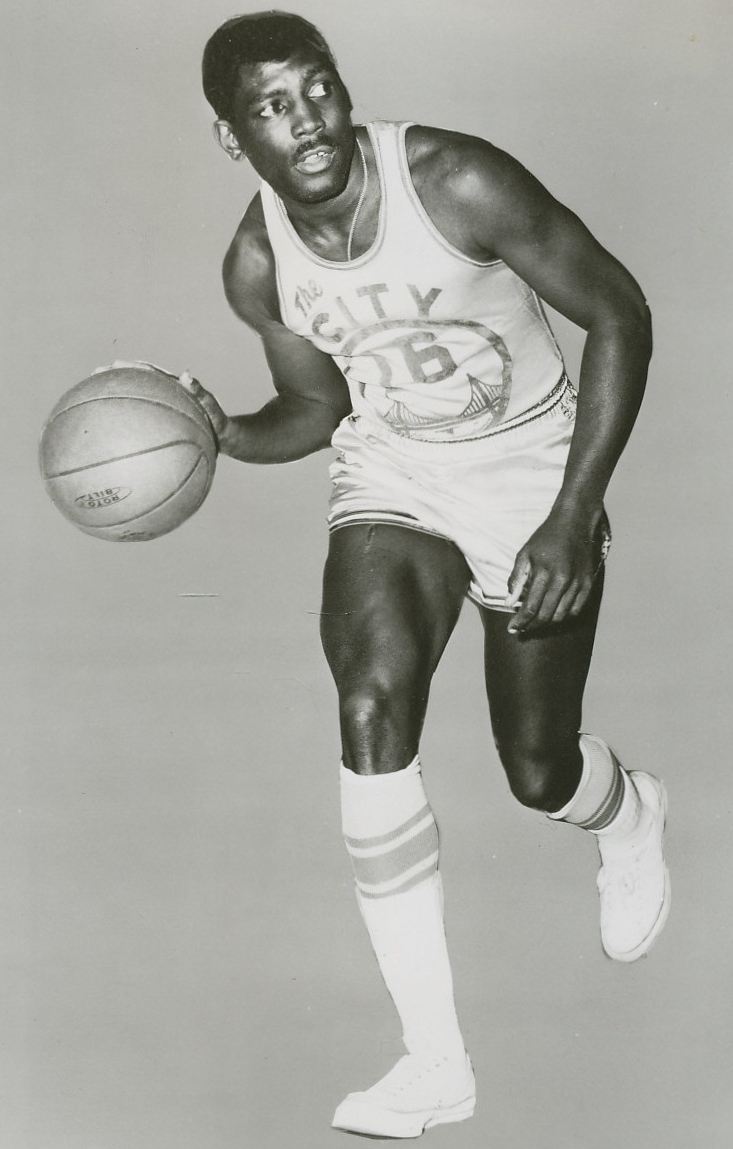
Эттлс с «Сан-Франциско Уорриорз» в 1970 году.

В 1960 году Эттлс присоединился к «Филадельфия Уорриорз». 2 марта 1962 года он был вторым бомбардиром команды с 17 очками в тот вечер, когда Уилт Чемберлен набрал 100 очков. Он был ключевым игроком в команде «Уорриорз» 1964 года (вместе с Уилтом Чемберленом и Гаем Роджерсом), которая дошла до финала НБА и в конечном итоге проиграла чемпионскую серию против «Бостон Селтикс» в пятой игре. Эттлс также был частью команды «Уорриорз» 1967 года, которая проиграла Чемберлену и «Филадельфия Севенти Сиксерс» в чемпионской серии из шести игр.

## Карьера тренера
Эттлс стал помощником тренера в 1968 году, еще будучи игроком. Он был назначен играющим тренером «Уорриорз» в середине сезона 1969/70, сменив Джорджа Ли. Он был одним из первых афроамериканских главных тренеров в НБА. Он ушел в отставку в качестве игрока после сезона 1970/71 и остался в качестве главного тренера, ведя «Уорриорз» с лидером Риком Бэрри к чемпионству НБА 1975 года над пользующейся большой популярностью «Вашингтон Буллетс», что сделало его вторым афроамериканским тренером, выигравшим титул НБА (первым был Билл Рассел). Команда Эттлса попыталась повторить в следующем сезоне, но проиграла «Финикс Санз» в финале конференции в седьмой игре. Команда выходила в плей-офф только один раз за оставшуюся часть его пребывания на посту тренера. Эттлса заменил Джонни Бах в последней 21 игре сезона 1979/80 (сезон, в котором «Уорриорз» заняли последнее место), хотя он вернулся в следующем сезоне. Эттлс тренировал «Уорриорз» до 1983 года, установив результат регулярного сезона 557–518 (588–548, включая плей-офф) с шестью участиями в плей-офф за 14 сезонов. В сезоне 1983/84 НБА Эттлс работал генеральным менеджером «Уорриорз». Он является тренером с самым долгим стажем работы в истории «Уорриорз».

## Достижения

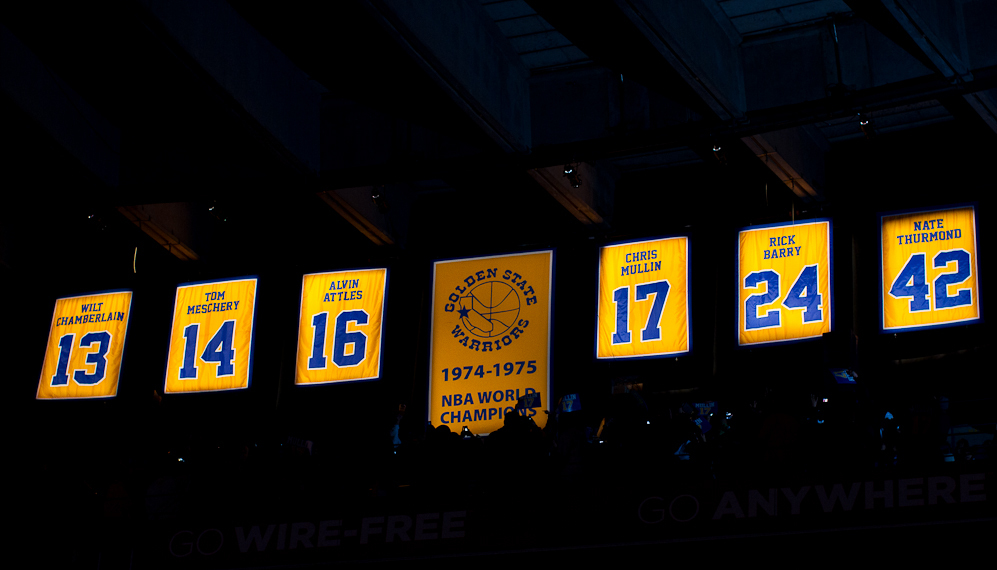
Выведенный номер Эттлса (№ 16) на Окленд-арене

В 2014 году Эттлс за жизненные заслуги был удостоен Премией Джона У. Банна - ежегодной баскетбольной награды, присуждаемой Залом славы баскетбола человеку, внесшему значительный вклад в баскетбол. Самая престижная награда, присуждаемая Залом баскетбольной славы, кроме увековечивания.
16-й номер Эттлса был закреплён в «Уорриорз». Является послом команды. 7 февраля 2015 года 22-й номер Эттлса был закреплён в баскетбольной команде университета Северной Каролины.
Эттлс числился в платежной ведомости «Уорриорз» в том или ином качестве в течение 62 лет, что является самой длинной непрерывной серией для любого человека в одной команде. Он один из последних живых членов франшизы, живших в то время в Филадельфии.
6 апреля 2019 года Эттлс был избран членом Зала славы баскетбола.

## Личная жизнь
Эттлс — католик.
Умер 20 августа 2024 года в возрасте 87 лет.

## Статистика тренера
| Команда       | Сезон   | G     | W   | L   | W–L% | Итог                        | PG | PW | PL | Результат                          |
| ------------- | ------- | ----- | --- | --- | ---- | --------------------------- | -- | -- | -- | ---------------------------------- |
| Сан-Франциско | 1969/70 | 30    | 8   | 22  | .267 | 6 в Западном дивизионе      | —  | —  | —  | —                                  |
| Сан-Франциско | 1970/71 | 82    | 41  | 41  | .500 | 2 в Тихоокеанском дивизионе | 5  | 1  | 4  | Проиграли в полуфинале Конференции |
| Голден Стэйт  | 1971/72 | 82    | 51  | 31  | .622 | 2 в Тихоокеанском дивизионе | 5  | 1  | 4  | Проиграли в полуфинале Конференции |
| Голден Стэйт  | 1972/73 | 82    | 47  | 35  | .573 | 2 в Тихоокеанском дивизионе | 11 | 5  | 6  | Проиграли в финале Конференции     |
| Голден Стэйт  | 1973/74 | 82    | 44  | 38  | .537 | 2 в Тихоокеанском дивизионе | —  | —  | —  | —                                  |
| Голден Стэйт  | 1974/75 | 82    | 48  | 34  | .585 | 1 в Тихоокеанском дивизионе | 17 | 12 | 5  | Чемпион НБА                        |
| Голден Стэйт  | 1975/76 | 82    | 59  | 23  | .720 | 1 в Тихоокеанском дивизионе | 13 | 7  | 6  | Проиграли в финале Конференции     |
| Голден Стэйт  | 1976/77 | 82    | 46  | 36  | .561 | 3 в Тихоокеанском дивизионе | 10 | 5  | 5  | Проиграли в полуфинале Конференции |
| Голден Стэйт  | 1977/78 | 82    | 43  | 39  | .524 | 5 в Тихоокеанском дивизионе | —  | —  | —  | —                                  |
| Голден Стэйт  | 1978/79 | 82    | 38  | 44  | .463 | 6 в Тихоокеанском дивизионе | —  | —  | —  | —                                  |
| Голден Стэйт  | 1979/80 | 61    | 18  | 43  | .295 | 6 в Тихоокеанском дивизионе | —  | —  | —  | —                                  |
| Голден Стэйт  | 1980/81 | 82    | 39  | 43  | .476 | 4 в Тихоокеанском дивизионе | —  | —  | —  | —                                  |
| Голден Стэйт  | 1981/82 | 82    | 45  | 37  | .549 | 4 в Тихоокеанском дивизионе | —  | —  | —  | —                                  |
| Голден Стэйт  | 1982/83 | 82    | 30  | 52  | .366 | 5 в Тихоокеанском дивизионе | —  | —  | —  | —                                  |
| За карьеру    |         | 1,075 | 557 | 518 | .518 |                             | 61 | 31 | 30 |                                    |